# Bella Thorne
Annabella Avery Thorne, detta Bella (Pembroke Pines, 8 ottobre 1997), è un'attrice e cantante statunitense.
È conosciuta principalmente per aver interpretato Cece Jones nella serie Disney Channel A tutto ritmo e Paige Townsen nella serie teen drama Famous in Love.

## Biografia
Nata a Pembroke Pines, in Florida, da Tamara Beckett e Delancey Reinaldo Thorne, ha tre fratelli che sono anche attori. Suo padre era cubano e morì nel 2007 in un incidente stradale; la madre ha origini italiane, irlandesi, inglesi, gallesi e tedesche. Bella ha detto che è stata cresciuta da una madre single con quattro figli e che erano molto poveri, motivo per cui ha lavorato come attrice da bambina. In una apparizione del settembre 2017 al Chelsea, ha dichiarato che è stata vittima di bullismo crescendo perché era dislessica, viveva in una zona suburbana e parlava spagnolo come lingua nativa.

## Carriera

### Dirty Sexy MoneyeMy Own Worst Enemy(2003-2009)

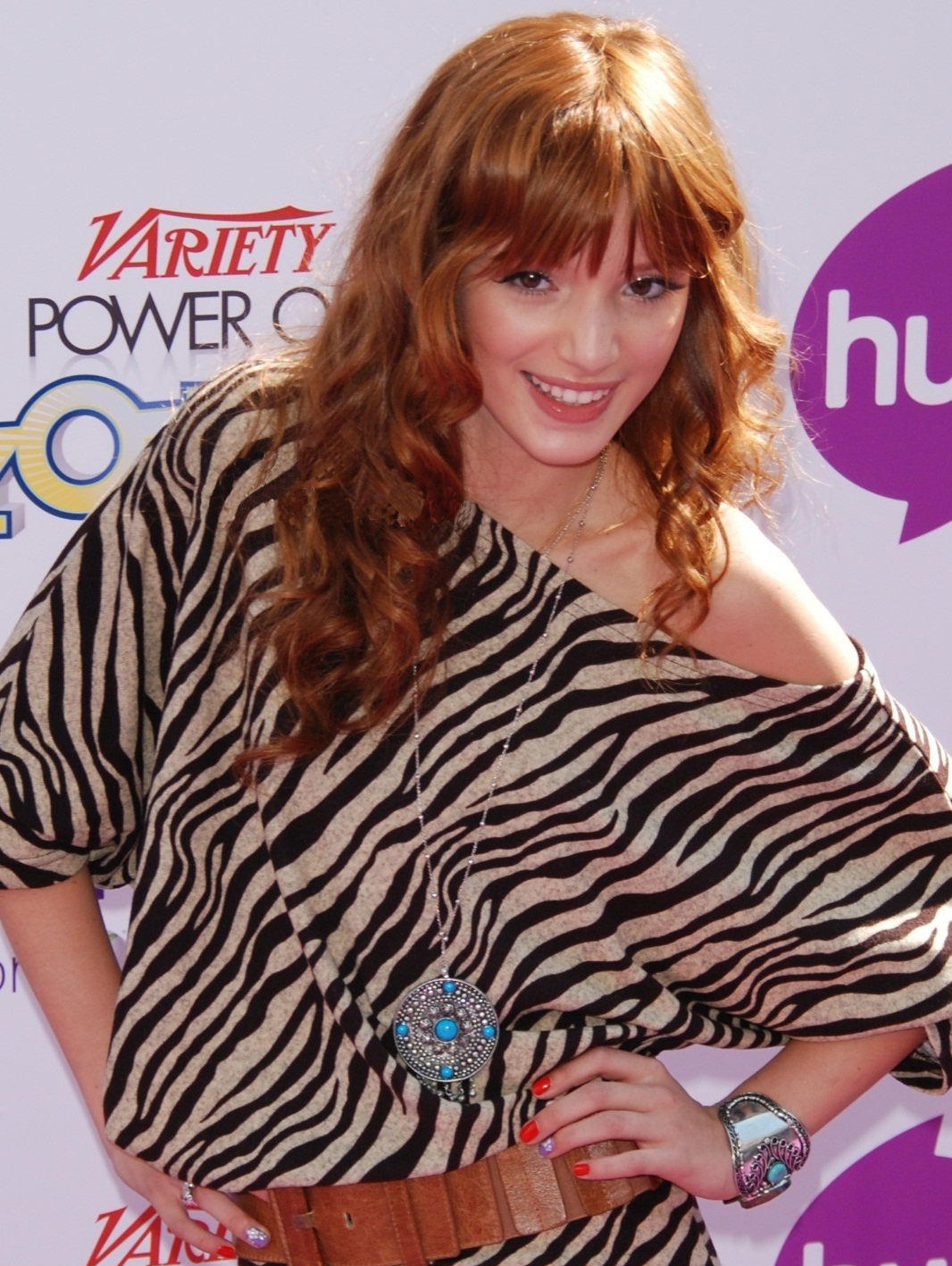
Bella Thorne al Variety Power of Youth nel 2010

La sua prima apparizione cinematografica è stata nel 2003, quando (pur non essendole stata accreditata) ha interpretato il ruolo di una fan nel film del 2003 Fratelli per la pelle. Da allora è apparsa in film e progetti televisivi tra cui Entourage e The O.C. in cui interpretava il ruolo di Taylor Townsend da piccola. Nel 2007 entra a far parte del cast regolare della seconda stagione di Dirty Sexy Money, nella parte di Margaux Darling, che è stato il suo primo ruolo televisivo importante. La serie ruota attorno alle vicende dell'avvocato Nick George, che, alla misteriosa morte del padre in un incidente aereo, accetta di prendere il suo posto come avvocato della famiglia Darling, con il solo scopo di scoprire chi abbia fatto uccidere suo padre.

Nel 2008 la Thorne ha recitato al fianco di Christian Slater e Taylor Lautner nella serie drammatica My Own Worst Enemy, per il quale ha vinto uno Young Artist Award grazie alla sua interpretazione del personaggio di Ruthy Spivey; Thorne disse che questo casting fu un importante passo avanti, in quanto questo fu il primo ruolo ricorrente della sua carriera. Nel 2008 ha interpretato Angela Ferilli, la cotta preadolescenziale dei personaggi principali, nel terzultimo episodio della seconda stagione della serie televisiva October Road. Anche suo fratello maggiore Remy partecipò come guest star nello stesso episodio interpretando il ruolo del giovane Eddie Latekka.

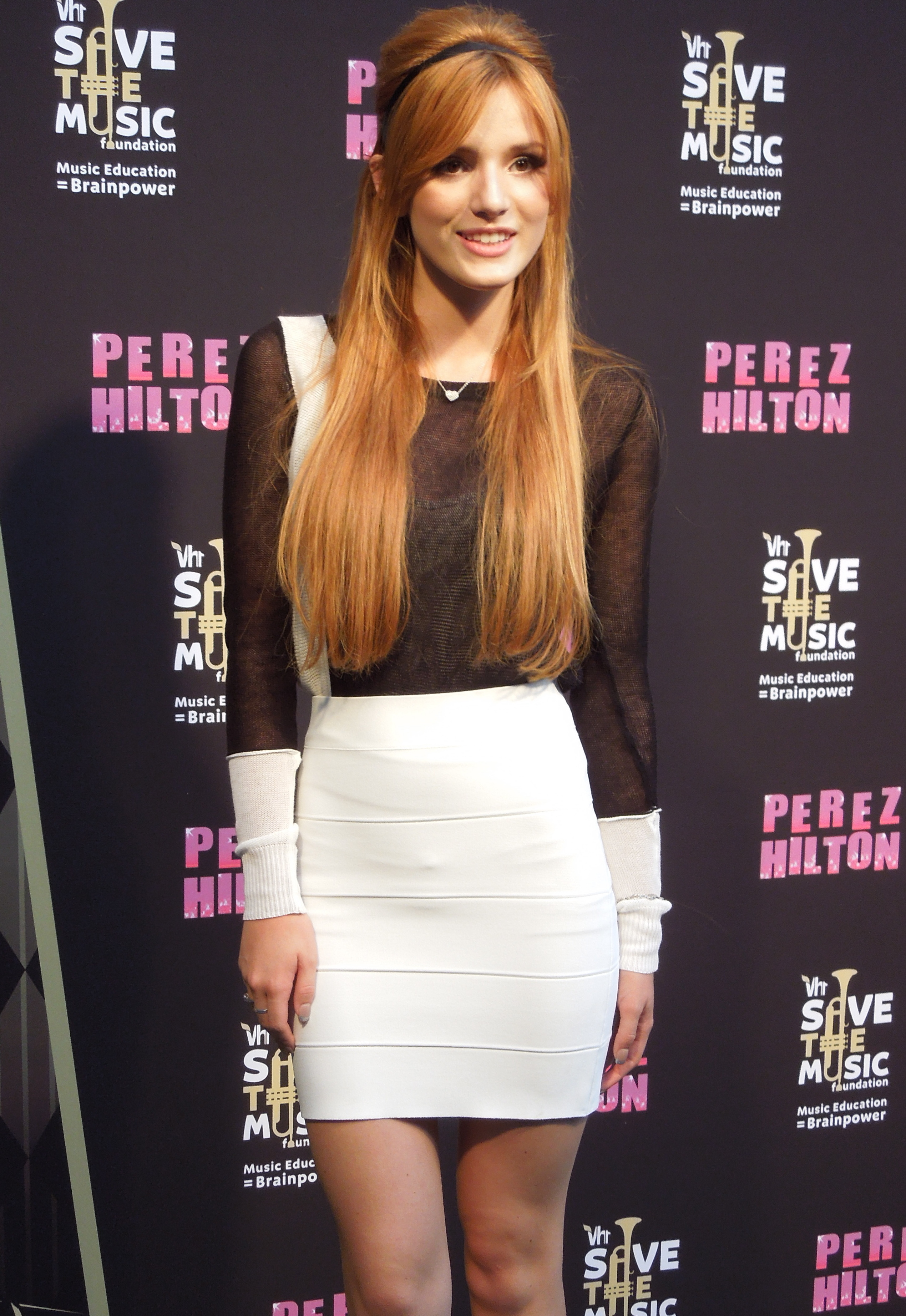
Bella Thorne nel 2012

Nel 2009 ha recitato nella web serie Little Monk dove riprendeva i panni di Wendy, una dei compagni di classe dei fratelli Monk. Gli episodi sono disponibili solo su DVD, con il titolo Best of Monk. Sempre nel 2009, ha interpretato il ruolo dell'antagonista vendicativa nel film horror Forget Me Not. Successivamente, nel 2010, ha interpretato un ruolo secondario nel dramma familiare Raspberry Magic.

### Big LoveeA tutto ritmo(2010-2013)
Sempre nel 2010 ha sostituito Jolean Wejbe interpretando la figlia minore di Bill e Barb nella stagione 4 della serie targata HBO Big Love. Ha poi interpretato il ruolo di co-protagonista nella sitcom di Disney Channel A tutto ritmo, originariamente chiamata Dance, Dance Chicago, in cui interpreta CeCe Jones, una ballerina che ambisce a una carriera sotto i riflettori, pur avendo la dislessia. Lo show è una commedia sull'amicizia incentrata su uno spettacolo di danza per adolescenti (sotto forma di talk-show). La serie multi-camera ha iniziato la produzione a Hollywood, in California, nel luglio 2010 e ha debuttato in Italia il 27 maggio 2011 su Disney Channel Italia. Pur avendo un consistente curriculum televisivo e cinematografico, non aveva alcuna esperienza nella danza professionale prima di essere presa nel cast. Il primo singolo, Watch Me, è stato pubblicato il 21 giugno, raggiungendo l'86ª posizione della classifica della Billboard Hot 100 negli Stati Uniti e la 9º nella Top Heatseekers e le ha fatto guadagnare un disco d'oro. Il 29 settembre 2011, Disney Channel annunciò di aver messo in cantiere la seconda stagione di A tutto ritmo.
Il 4 giugno 2012, Disney Channel ha annunciato che Shake It Up è stato rinnovato per una terza stagione. Sempre nel 2012, ha preso parte al film Disney per la televisione Nemici per la pelle, nel ruolo di Avalon Greene. Il singolo TTYLXOX è stato pubblicato il 6 marzo 2012, raggiungendo 97º posto nella Billboard Hot 100. Il 30 marzo 2013 è stato confermato dall'account twitter della Hollywood Records che Bella ha firmato un contratto con la casa discografica. Il 25 luglio 2013 Disney Channel ha confermato che A tutto ritmo sarebbe stato cancellato dopo la fine della terza stagione. Il 23 aprile 2013, Bella ha annunciato l'uscita del suo primo album contenente undici canzoni, e citando artisti come Britney Spears, Kesha e le Destiny's Child come influenze musicali.

### Jersey e carriera da attrice (2014-2017)
Nel 2014 Thorne ha recitato nella commedia Insieme per forza, insieme a Adam Sandler e Drew Barrymore, interpretando la figlia del personaggio di Sandler. È anche la co-protagonista nei film Una fantastica e incredibile giornata da dimenticare (2014) e L'A.S.S.O. nella manica (2015), interpretando l'adolescente antagonista. Il 30 luglio ha partecipato in un episodio della quindicesima stagione del telefilm CSI - Scena del crimine. L'episodio, dal titolo Il libro delle ombre, è andato in onda in Italia il 16 aprile 2015. È apparsa nel sequel del film Mostly Ghostly, intitolato Mostly Ghostly: Have You Met My Ghoulfriend?, nel ruolo di Cammy Cahill, l'interesse amoroso di Max Doyle, personaggio interpretato da Ryan Ochoa. Il film è stato trasmesso negli Stati Uniti come film speciale per la notte di Halloween nell'ottobre del 2014. Il 15 ottobre, Bella ha rivelato che il suo album di debutto fosse stato annullato. Tuttavia il 17 novembre ha pubblicato un EP, dal titolo Jersey. Il primo singolo fuori dall'EP è Call It Whatever, che ha debuttato nella classifica di Billboard Hot Dance Club Songs al numero quarantasette, per poi salire alla posizione numero dieci, rimanendo per dieci settimane in classifica.
Nel 2015 prende parte al primo episodio della serie televisiva horror Scream e torna a recitare nella Disney Channel come guest star in K.C. Agente Segreto al fianco della ex collega di A tutto ritmo Zendaya. Nel 2016 recita in diversi film tra cui Boo! A Madea Halloween e Ratchet & Clank. Nel 2017 prende parte al film di McG La babysitter, interpretando il ruolo di Allison. Dal 2017 al 2018 prende parte alla serie televisiva Famous in Love dove interpreta la protagonista, Paige Townsen. Inoltre recita nel film You Get Me, Amityville - Il risveglio. Nello stesso anno duetta con il DJ Prince Fox per il brano Just Call.

### Album di debutto e primo film da regista (2018-presente)

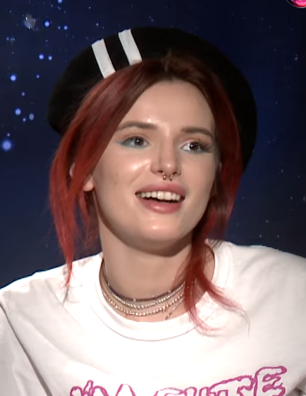
Bella Thorne nel 2018

Nel 2018 prende parte a Il sole a mezzanotte - Midnight Sun al fianco dell'attore Patrick Schwarzenegger. Sempre nello stesso anno prende parte a diversi film tra cui La mia vita con John F. Donovan, Assassination Nation e Sei ancora qui - I Still See You. Nell'agosto 2018 Bella ha firmato un contratto con la Epic Records e ha iniziato a lavorare al suo album di debutto intitolato "What Do You See Now?" , uscito nel 2019. Nel febbraio 2019, è stato annunciato che Bella reciterà accanto a Jake Manley nel film thriller Infamous - Belli e dannati. Nel maggio 2019, è stato riferito che Bella è stata scelta per recitare nel film horror, The Friendship Game.
Nell'agosto 2019 l'attrice rende noto di aver diretto un film pornografico per la casa di produzione Pornhub dal titolo Her and Him, con Abella Danger e Small Hands, la cui prima è prevista a settembre al Festival Internazionale del Cinema di Oldburg in Germania. Nel 2020 Bella è apparsa come il cigno nella terza stagione di The Masked Singer. A settembre dello stesso anno ritorna nel ruolo di Allison in La babysitter- Killer queen.

## Carriera da modella
Bella ha iniziato la carriera di modella all'età di sei anni. È apparsa in oltre 30 spot pubblicitari, tra cui Neutrogena e Texas Instruments. Ha fatto da modella per tante case stilistiche come: Guess Jeans, Tommy Hilfiger, Ralph Lauren, Gap e Diesel. È stata sulle copertine della riviste americane come ad esempio: Seventeen, Teen Vogue, Marie Claire, Elle, Glamour e GQ. È apparsa nel video musicale "Bedroom Floor" di Liam Payne e "Outta My Head" di Logan Paul.

## Filantropia
Bella è sostenitrice della Humane Society, della Cystic Fibrosis Foundation e della The Nomad Organization, che fornisce istruzione, cibo e forniture mediche ai bambini in Africa. Ha inoltre aderito al PETA incoraggiando le persone a protestare contro il SeaWorld, riconoscendo che da bambina è apparsa in uno spot per il parco a tema.

## Controversie
Nell'agosto del 2020, Bella Thorne ha aperto un account su OnlyFans ed è diventata la prima persona a guadagnare un milione di dollari nelle prime 24 ore dopo essere entrata nella piattaforma, chiudendo la sua prima settimana con un totale di due milioni di dollari. Le sue attività su OnlyFans hanno suscitato diverse polemiche dopo aver offerto - per la somma di duecento dollari - foto in cui assicurava di essere nuda, quando in realtà era in lingerie. Ciò ha causato un gran numero di reclami, richieste di rimborso e, di conseguenza, nuove restrizioni che avrebbero finito per penalizzare le sex workers sulla piattaforma, limitandone gli importi che potrebbero ricevere; allo stesso modo, la piattaforma ha modificato il pagamento a tutti i creatori da una settimana a un mese. Bella Thorne ha poi sostenuto di aver creato un account con fini di ricerca per un ruolo in un film in uscita con Sean Baker; affermazioni che sono state successivamente smentite dallo stesso Baker.

## Vita privata
Thorne ha frequentato l'attore britannico Gregg Sulkin dal 2015 ad agosto 2016. Poco dopo la loro rottura ha rivelato di essere pansessuale. Nel settembre 2017 ha dichiarato di essere in una relazione amorosa con il rapper Lil Peep. Successivamente ha iniziato una relazione poliamorosa con il musicista Mod Sun e la celebrità di internet Tana Mongeau, frequentando quest'ultima da settembre 2017 a febbraio 2019. Dall'aprile 2019 al giugno 2022, Bella ha avuto una relazione con il cantante italiano Benjamin Mascolo del duo Benji & Fede, nel marzo del 2021 i due annunciarono il loro fidanzamento. Tuttavia, nel 2022, la coppia annunciò ufficialmente la loro rottura.
Nel maggio del 2023, Thorne ha annunciato il suo fidanzamento con l'imprenditore e produttore cinematografico Mark Emms.
Nel gennaio 2018, tramite un post su Instagram, l'attrice rivela di aver subito abusi sessuali fino all'età di 14 anni, non rivelando il nome del suo stupratore.
Nel giugno del 2019 Bella è stata ricattata da un hacker che è riuscito ad entrare nel suo telefono rubandole delle foto intime, portandola a pubblicare lei stessa le fotografie.

## Filmografia

### Attrice

#### Cinema
- Fratelli per la pelle (Stuck on You), regia di Bobby Farrelly e Peter Farrelly (2003)
- Craws Lake, regia di Jordan Downey – cortometraggio (2007)
- Finishing the Game: The Search for a New Bruce Lee, regia di Justin Lin (2007)
- The Sheer, regia di Luigi Desole (2007)
- Blind Ambition, regia di Bala Rajasekharuni (2008)
- Forget Me Not, regia di Tyler Oliver (2009)
- Water Pills, regia di Blake Soper – cortometraggio (2009)
- Un solo desiderio (One Wish), regia di Felix Limardo (2010)
- Raspberry Magic, regia di Leena Pendharkar (2010)
- Insieme per forza (Blended), regia di Frank Coraci (2014)
- Connecting, regia di Jacob Brown – cortometraggio (2014)
- Mostly Ghostly: Have You Met My Ghoulfriend?, regia di Peter Hewitt (2014)
- Una fantastica e incredibile giornata da dimenticare (Alexander and the Terrible, Horrible, No Good, Very Bad Day), regia di Miguel Arteta (2014)
- L'A.S.S.O. nella manica (The Duff), regia di Ari Sandel (2015)
- Big Sky, regia di Jorge Michel Grau (2015)
- Alvin Superstar - Nessuno ci può fermare (Alvin and the Chipmunks: The Road Chip), regia di Walt Becker (2015)
- Shovel Buddies, regia di Simon Atkinson e Adam Townley (2016)
- Boo! A Madea Halloween, regia di Tyler Perry (2016)
- Amityville - Il risveglio (Amityville: The Awakening), regia di Franck Khalfoun (2017)
- You Get Me, regia di Brent Bonacorso (2017)
- Keep Watching, regia di Sean Carter (2017)
- La babysitter (The Babysitter), regia di McG (2017)
- Assassination Nation, regia di Sam Levinson (2018)
- Il sole a mezzanotte - Midnight Sun (Midnight Sun), regia di Scott Speer (2018)
- Sei ancora qui - I Still See You (I Still See You), regia di Scott Speer (2018)
- Corsa infernale (Ride), regia di Jeremy Ungar (2018)
- Infamous - Belli e dannati (Infamous) regia di Joshua Caldwell (2020)
- La babysitter - Killer Queen (The Babysitter: Killer Queen), regia di McG (2020)
- Chick Fight, regia di Paul Leyden (2020)
- Girl, regia di Chad Faust (2020)
- Time Is Up, regia di Elisa Amoruso (2021)
- Masquerade, regia di Shane Dax Taylor (2021)
- Habit, regia di Janell Shirtcliff (2022)
- Time Is Up 2, regia di Elisa Amoruso (2022)
- Rumble Through the Dark, regia di Graham Phillips e Parker Phillips (2023)

#### Televisione
- Entourage – serie TV, episodio 3x10 (2006)
- The O.C. – serie TV, episodio 4x13 (2007)
- Dirty Sexy Money – serie TV, 5 episodi (2007-2008)
- October Road – serie TV, episodio 2x11 (2008)
- My Own Worst Enemy – serie TV, 9 episodi (2008)
- In the Motherhood – serie TV, episodio 2x11 (2009)
- Mental – serie TV, episodio 1x01 (2009)
- Little Monk – serie TV, 10 episodi (2009)
- Big Love – serie TV, 5 episodi (2010)
- I maghi di Waverly (Wizards of Waverly Place) – serie TV, episodio 3x20 (2010)
- A tutto ritmo (Shake It Up) – serie TV, 75 episodi (2010-2013)
- Buona fortuna Charlie (Good Luck Charlie) – serie TV, episodio 2x13 (2011)
- Scherzi da star (PrankStars) – reality show, episodio 1x05 (2011)
- Nemici per la pelle (Frenemies), regia di Daisy Mayer – film TV (2012)
- A tutto ritmo - In Giappone (Shake It Up: Made In Japan), regia di Chris Thompson – film TV (2012)
- Katy Perry: Part of Me, regia di Dan Cutforth – documentario (2012)
- CSI - Scena del crimine (CSI: Crime Scene Investigation) – serie TV, episodio 15x04 (2014)
- Red Band Society – serie TV, episodi 1x09-1x10 (2014)
- K.C. Agente Segreto (K.C. Undercover) – serie TV, episodio 1x09 (2015)
- Perfect High, regia di Vanessa Parise – film TV (2015)
- Scream – serie TV, episodi 1x01, 1x09 (2015)
- Famous in Love – serie TV, 20 episodi (2017-2018)
- Speechless – serie TV, episodio 3x19 (2019)
- American Horror Stories – serie TV, episodio 2x03 (2022)

#### Videoclip
- 2014 – Call It Whatever
- 2018 – Burn so Bright
- 2018 – Bitch I'm Bella Thorne
- 2018 – Pussy Mine
- 2018 – GOAT
- 2021 - Finché le stelle non brillano di B3N
- 2022 - Cowboys Don't Cry di Oliver Tree

### Doppiatrice
- Underdogs (Goool!), regia di Juan José Campanella (2013)
- The Frog Kingdom, regia di Nelson Shin (2013)
- Phineas e Ferb (Phineas and Ferb) – serie animata, episodio 4x30 (2014)
- The Snow Queen 2: The Snow King (Snezhnaya koroleva 2. Perezamorozka), regia di Aleksey Tsitsilin (2014)
- The Guardian Brothers, regia di Gary Wang (2016)
- Marvel Avengers Academy – videogioco, TinyCo (2016)
- Ratchet & Clank – videogioco, Insomniac Games (2016)
- Ratchet & Clank, regia di Kevin Munroe (2016)

## Discografia

### Colonne sonore
- 2018 – Il sole a mezzanotte - Midnight Sun

### Extended play
- 2012 – Made in Japan (con Zendaya)
- 2014 – Jersey

### Singoli
- 2011 – Watch Me (con Zendaya)
- 2012 – TTYLXOX
- 2012 – Fashion Is My Kryptonite (con Zendaya)
- 2013 – Contagious Love (con Zendaya)
- 2014 – Call It Whatever
- 2017 – Just Call (con Prince Fox)
- 2017 – Salad Dressing (con Borgore)
- 2018 – Burn So Bright
- 2018 – Walk with Me
- 2018 – GOAT
- 2018 – B*tch I'm Bella Thorne
- 2018 – Pussy Mine
- 2018 – Clout 9 (con Lil Phag)
- 2019 – Do Not Disturb (con Steve Aoki)
- 2020 – Lonely
- 2020 – SFB
- 2021 – Shake It
- 2021 – Phantom (feat. Malina Moye)
- 2021 – Up in Flames (con Benjamin Mascolo)
- 2021 – In You (con Juicy J)

### Altri brani
- 2011 – Bubblegum Boy (con Pia Mia)
- 2012 – Rockin' Around the Christmas Tree (cover inserita nell'album Disney Channel Holiday Playlist)
- 2012 – Can't Stay Away (con IM5)
- 2013 – Christmas Wrapping (cover inserita nell'album Holidays Unwrapped)
- 2014 – Let's Get Tricky (con Roshon Fegan)
- 2014 – Bad Case of U (dalla colonna sonora di Mostly Ghostly: Have You Met My Ghoulfriend?)
- 2018 – Let the Light In (dalla colonna sonora de Il sole a mezzanotte)
- 2019 – Hard (con Ashley All Day)
- 2020 – Bang (con Drty Lndry e Kanner dalla colonna sonora di Chick Fight)

## Riconoscimenti
- Teen Choice Awards
  - 2014 – Candidatura al Choice Female Hottie[Incompleto]
  - 2015 – Choice Movie Villain per L'A.S.S.O. nella manica
  - 2015 – Candidatura al Choice TV Scene Stealer per Scream
  - 2017 – Candidatura al Choice Summer Movie Actress per Amityville - Il risveglio
  - 2017 – Candidatura al Choice TV Actress: Drama per Famous in Love
  - 2018 – Candidatura al Choice TV Actress: Drama per Famous in Love
  - 2018 – Candidatura al Choice Movie Ship (con Patrick Schwarzenegger) per Il sole a mezzanotte - Midnight Sun
  - 2018 – Candidatura al Choice Movie Actress: Drama per Il sole a mezzanotte – Midnight Sun
- Young Artist Award
  - 2008 – Candidatura al Best Performance in a TV Series Guest Starring per The O.C.
  - 2009 – Best Performance in a TV Series Supporting Actress per My Own Worst Enemy
  - 2009 – Candidatura al Best Performance in a TV Series Guest Starring per October Road
  - 2010 – Candidatura al Best Performance in a TV Series Guest Starring per Mental
  - 2011 – Candidatura al Best Performance in a TV Series Recurring Actress per Big Love
  - 2011 – Candidatura al Best Performance in a TV Series Guest Starring per I maghi di Waverly
  - 2011 – Best Performance in a TV Series – Leading Actress per A tutto ritmo
  - 2012 – Candidatura al Best Performance in a TV Series Leading Actress per A tutto ritmo
  - 2013 – Best Performance in a TV Movie – Leading Actress per Nemici per la pelle
- Imagen Award
  - 2011 – Candidatura al Best Young Actress – Television per A tutto ritmo
  - 2012 – Best Young Actress – Television per A tutto ritmo
- Young Hollywood Award
  - 2014 – One to Watch[Incompleto]
  - 2014 – You're So Fancy[Incompleto]
  - 2014 – Candidatura al Best Social Media Supestar[Incompleto]
- ALMA Award
  - 2012 – Candidatura al Favourite TV Actress: Comedy per A tutto ritmo

## Doppiatrici italiane
Nelle versioni in italiano dei suoi film, Bella Thorne è stata doppiata da:
- Giulia Franceschetti ne I maghi di Waverly, A tutto ritmo, Buona fortuna Charlie, Scherzi da star, A tutto ritmo - In Giappone, Insieme per forza, Famous in Love, Infamous - Belli e dannati, Chick Fight - Le ragazze del ring, Girl
- Emanuela Ionica in Alvin Superstar - Nessuno ci può fermare, Il sole a mezzanotte - Midnight Sun, Sei ancora qui - I Still see You
- Barbara Pitotti in La babysitter, La babysitter - Killer Queen
- Myriam Catania in Time Is Up, Time Is Up 2
- Joy Saltarelli in Amityville - Il risveglio, American Horror Stories
- Claudia Mazza in My Own Worst Enemy
- Annalisa Longo in Nemici per la pelle
- Veronica Puccio in Una fantastica e incredibile giornata da dimenticare
- Lucrezia Marricchi in CSI - Scena del crimine
- Domitilla D'Amico in L'A.S.S.O. nella manica
- Benedetta Ponticelli in K.C. Agente Segreto
- Francesca Manicone in Scream
- Jessica Bologna in You Get Me
- Valentina Perrella in Masquerade

Da doppiatrice è sostituita da:
- Chiara Francese in Ratchet & Clank (videogioco 2016)
- Greta Menchi in Ratchet & Clank (film)